# 远藤纯男
远藤纯男（1950年10月3日—）是一名日本男子柔道运动员。他在1976年蒙特利尔夏季奥林匹克运动会中，参加了男子柔道比赛并获得重量级铜牌。